# 高清水山
高清水山（たかしょうずやま）は、富山県南砺市の山。標高は1145m。中腹には主にこの山の湧水を水源とし、ミズバショウの一大群落である縄ヶ池がある。高清水断層によって隆起した山で、高清水山系の最高峰である。富山の百山の一つ。庄川と小矢部川の分水嶺である。砺波平野からよく目立つ山で周囲の山々を合わせて「東山」という通称で親しまれている。

## 地理
高清水山は、高清水断層による隆起によって形成された高清水山系の中で最も高い山である 。中腹には縄ヶ池が見られる。この池は高清水山の湧水を水源としており、池周辺は湿地化しミズバショウの他に、イワウチワ、ミツドツツジ、ユキツバキなどが自生している。樹木は同山系の赤祖父山や高落場山に比べて小規模ながらブナ林が見られる。
また、縄ヶ池からの登山道の途中には「千年杉」と言われるスギの巨木群がある。

### 源流の河川
- 池川-小矢部川の支流。縄ヶ池の流出河川。

## 山名の由来
前述の縄ヶ池は、流入河川が枯渇しても流出河川（池川）は常に流れ続けるほど、湧水が豊富である。その清水の水源であるこの高い山を「高清水」と呼んだとされている。

## 登山
縄ヶ池からの登山口と杉尾峠からの登山口がある。